# Гроссето
Гроссето, Ґроссето (італ. Grosseto) — місто та муніципалітет в Італії, у регіоні Тоскана, столиця провінції Гроссето.
Щорічний фестиваль відбувається 10 серпня. Покровитель — святий мученик Лаврентій.

## Географія
Гроссето розташоване на відстані близько 150 кілометрів на північний захід від Рима, 115 кілометрів на південь від Флоренції та за 14 кілометрів від моря, на річці Омброне.

## Історія
У 1137 році місто було обложене німецькими військами на чолі з герцогом Баварським Генріхом X, посланим імператором Лотаром II для відновлення його влади.
1574 році розпочалося будівництво оборонних стін міста, які добре збереглися й донині, а навколишня болотиста рівнина була осушена.
У 1943 році місто було сильно бомбардовано підчас Другої світової війни.

## Населення
Населення — 81 837 осіб на 2014 рік.
Населення за роками:

Станом на 1 січня 2023 року в муніципалітеті офіційно проживало 7477 іноземців з 106 країн, серед них 2269 громадян країн Євросоюзу та 562 громадяни України.
Місті поширений Тосканський діалект.

## Клімат
Гроссето розташований у середземноморському кліматі з дуже м’якою вологою зимою та дуже спекотним сухим літом. В середньому 25 ночей на рік, мають мінімальну температуру, яка досягає або опускається нижче нуля 0 °C, але також 41 день у рік, коли максимальна температура становить або перевищує 30 °C.
| Grosseto Aeroporto    | Місяці       | Місяці      | Місяці      | Місяці      | Місяці      | Місяці      | Місяці      | Місяці      | Місяці      | Місяці      | Місяці      | Місяці      | Пора  | Пора  | Пора | Пора  | Рік   |
| Grosseto Aeroporto    | Січ          | Лют         | Бер         | Кві         | Тра         | Чер         | Лип         | Сер         | Вер         | Жов         | Лис         | Гру         | Зим   | Вес   | Літ  | Осі   | Рік   |
| --------------------- | ------------ | ----------- | ----------- | ----------- | ----------- | ----------- | ----------- | ----------- | ----------- | ----------- | ----------- | ----------- | ----- | ----- | ---- | ----- | ----- |
| Темп. макс. (°C)      | 11.9         | 13.0        | 15.1        | 17.9        | 22.2        | 26.4        | 29.9        | 29.8        | 26.5        | 21.7        | 16.2        | 12.6        | 12.5  | 18.4  | 28.7 | 21.5  | 20.3  |
| Темп. мін. (°C)       | 2.7          | 3.3         | 4.6         | 6.8         | 10.2        | 13.9        | 16.7        | 17.1        | 14.7        | 11.2        | 6.8         | 3.7         | 3.2   | 7.2   | 15.9 | 10.9  | 9.3   |
| Темп. макс. іст. (°C) | 20 (1955)    | 23.4 (2008) | 25.6 (1989) | 28.4 (2007) | 34 (2005)   | 39.1 (2003) | 39.0 (2003) | 40.2 (1958) | 36.2 (1982) | 30.6 (2001) | 27 (2004)   | 20 (1954)   | 23.4  | 34    | 40.2 | 36.2  | 40.2  |
| Темп. мін. іст. (°C)  | -12.4 (1985) | -9.8 (1956) | -7.5 (1956) | -2.8 (1970) | -0.2 (1962) | 5.2 (1962)  | 8.9 (1954)  | 9.8 (1972)  | 6.6 (1995)  | -0.6 (1970) | -5.2 (1973) | -9.6 (1996) | -12.4 | -7.5  | 5.2  | -5.2  | -12.4 |
| Опади (мм)            | 64.1         | 56.7        | 56.2        | 49.6        | 39.9        | 27.1        | 20.2        | 37.4        | 64.5        | 86.8        | 93.8        | 64.9        | 185.7 | 145.7 | 84.7 | 245.1 | 661.2 |
| Дні опадів (≥ 1 мм)   | 7            | 6           | 7           | 7           | 5           | 3           | 2           | 3           | 4           | 6           | 9           | 7           | 20    | 19    | 8    | 19    | 66    |

## Персоналії
- Ельза Мартінеллі (1935—2017) — італійська акторка та модель.
- Лучіо Корсі (1993) — італійський співак та автор пісень.

## Міста-побратими
- Біркіркара, Мальта
- Котбус, Німеччина
- Димитровград, Болгарія
- Кашівара, Японія
- Монтрей, Франція
- Нарбонн, Франція
- Сент-Марі-де-ла-Мер, Франція[5]

## Сусідні муніципалітети
- Кампаньятіко
- Кастільйоне-делла-Пеская
- Гаворрано
- Мальяно-ін-Тоскана
- Роккастрада
- Скансано

## Галерея зображень

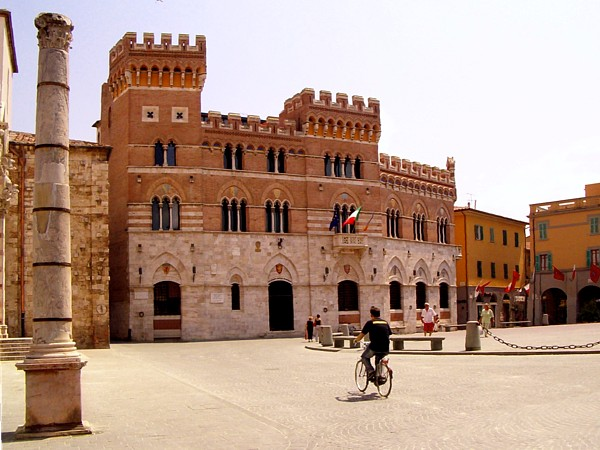
Палац
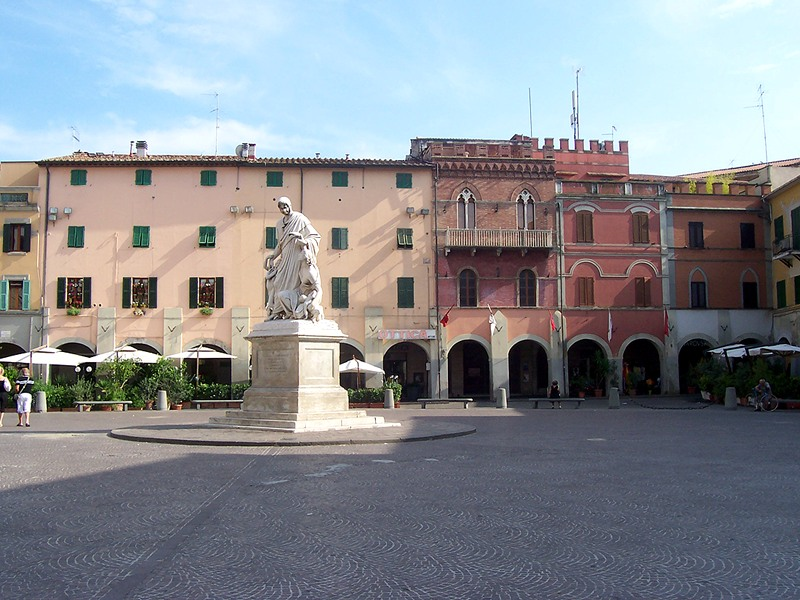
Площа Данте
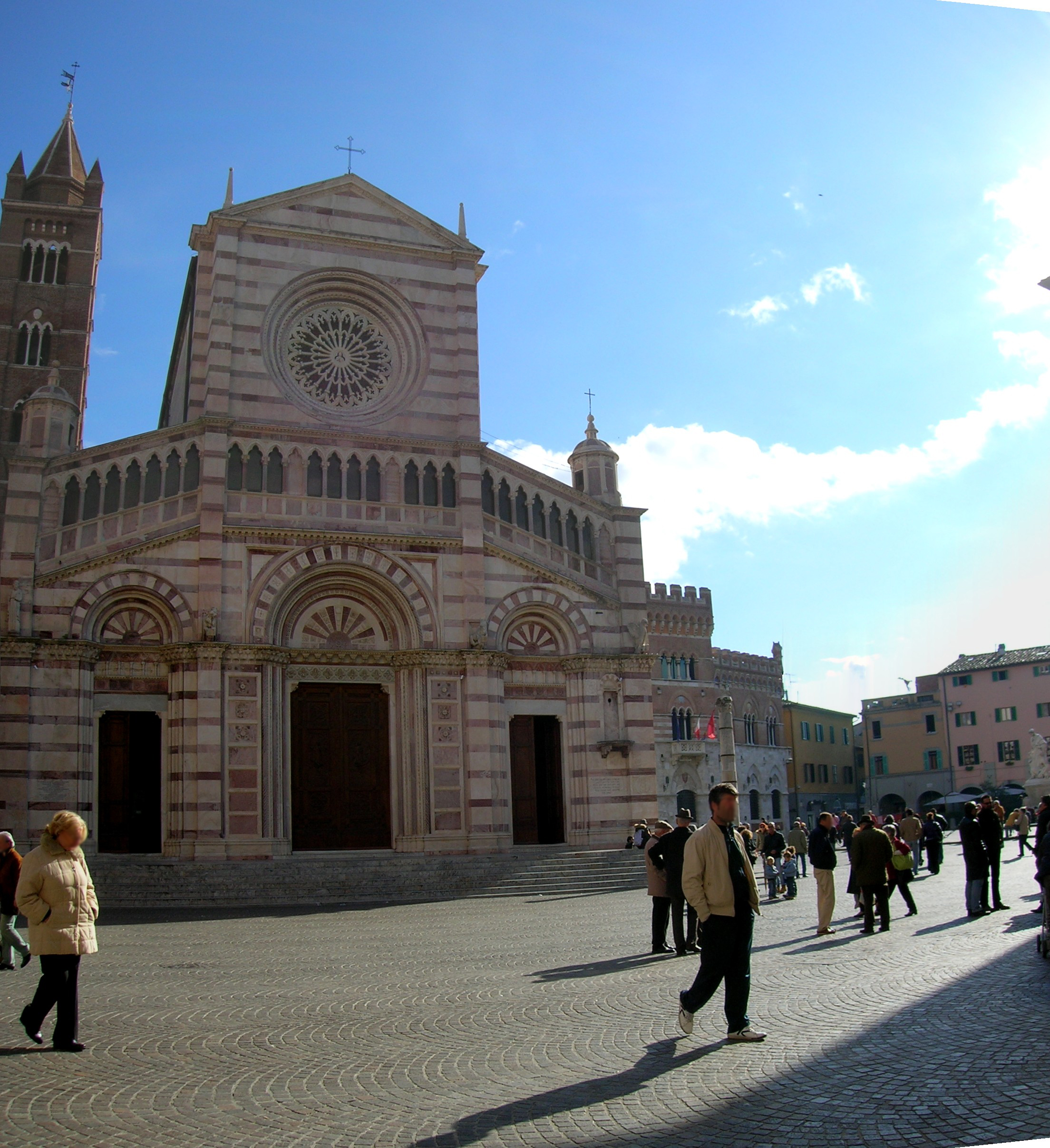
Кафедральний собор
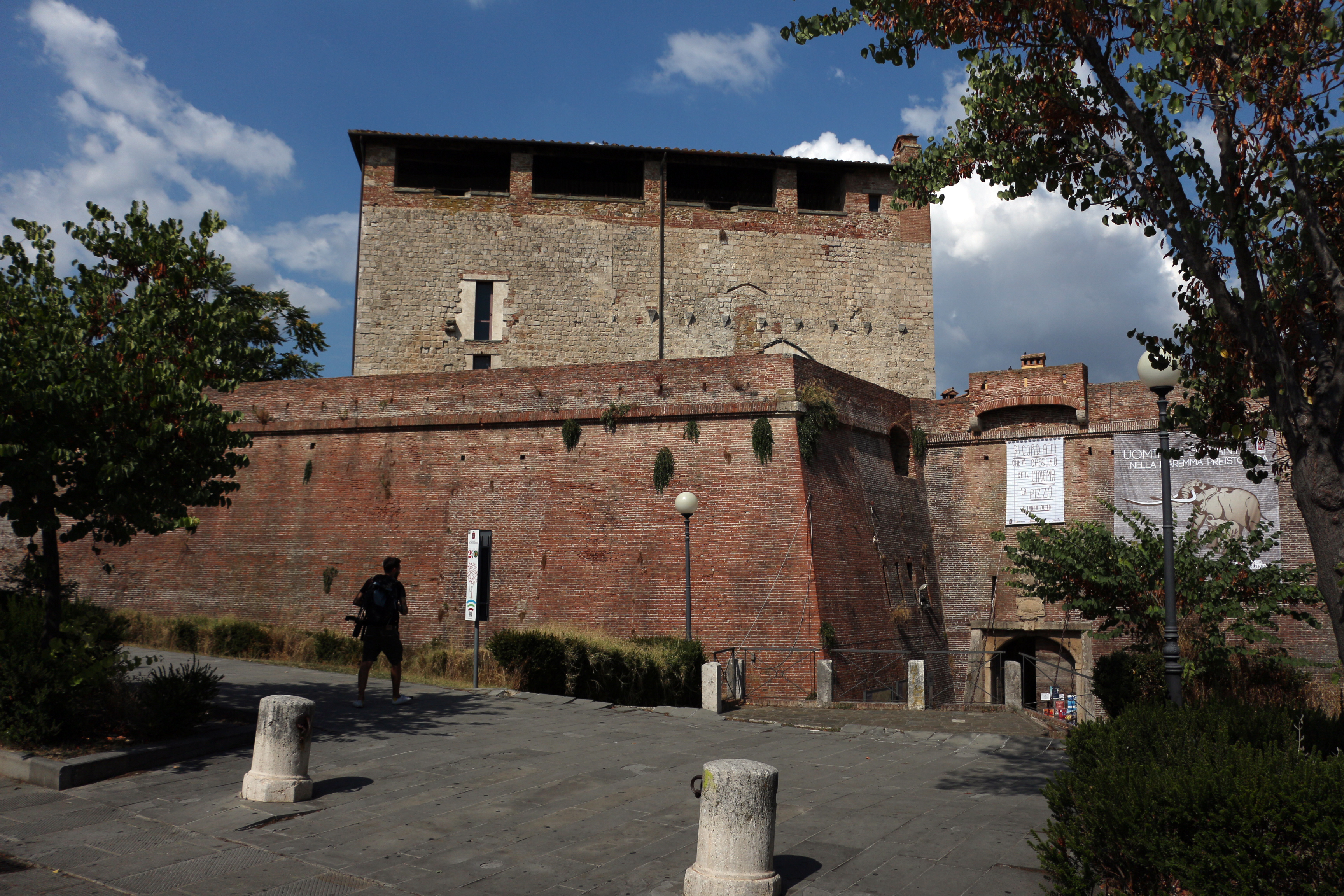
Бастіон
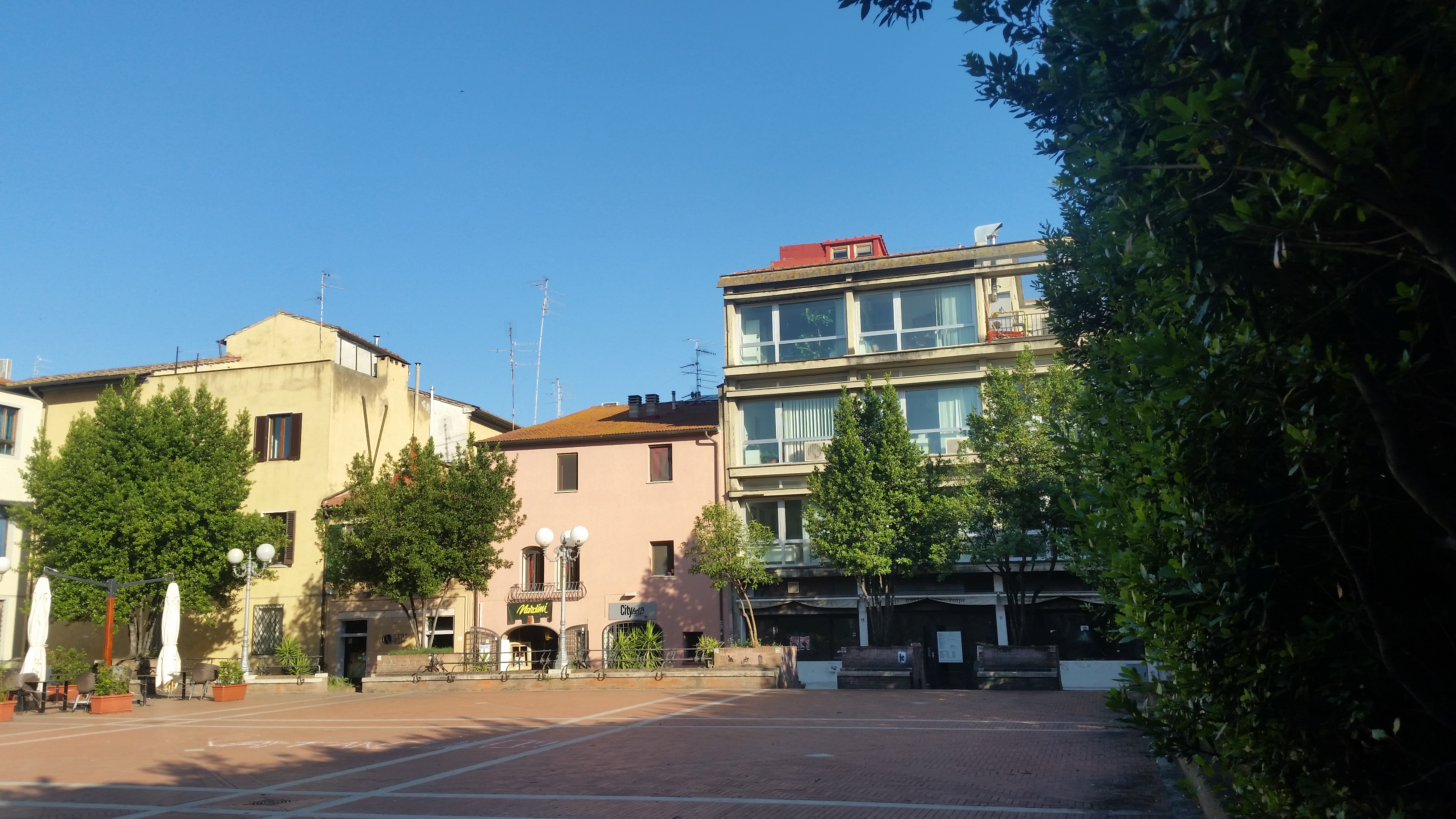
Площа
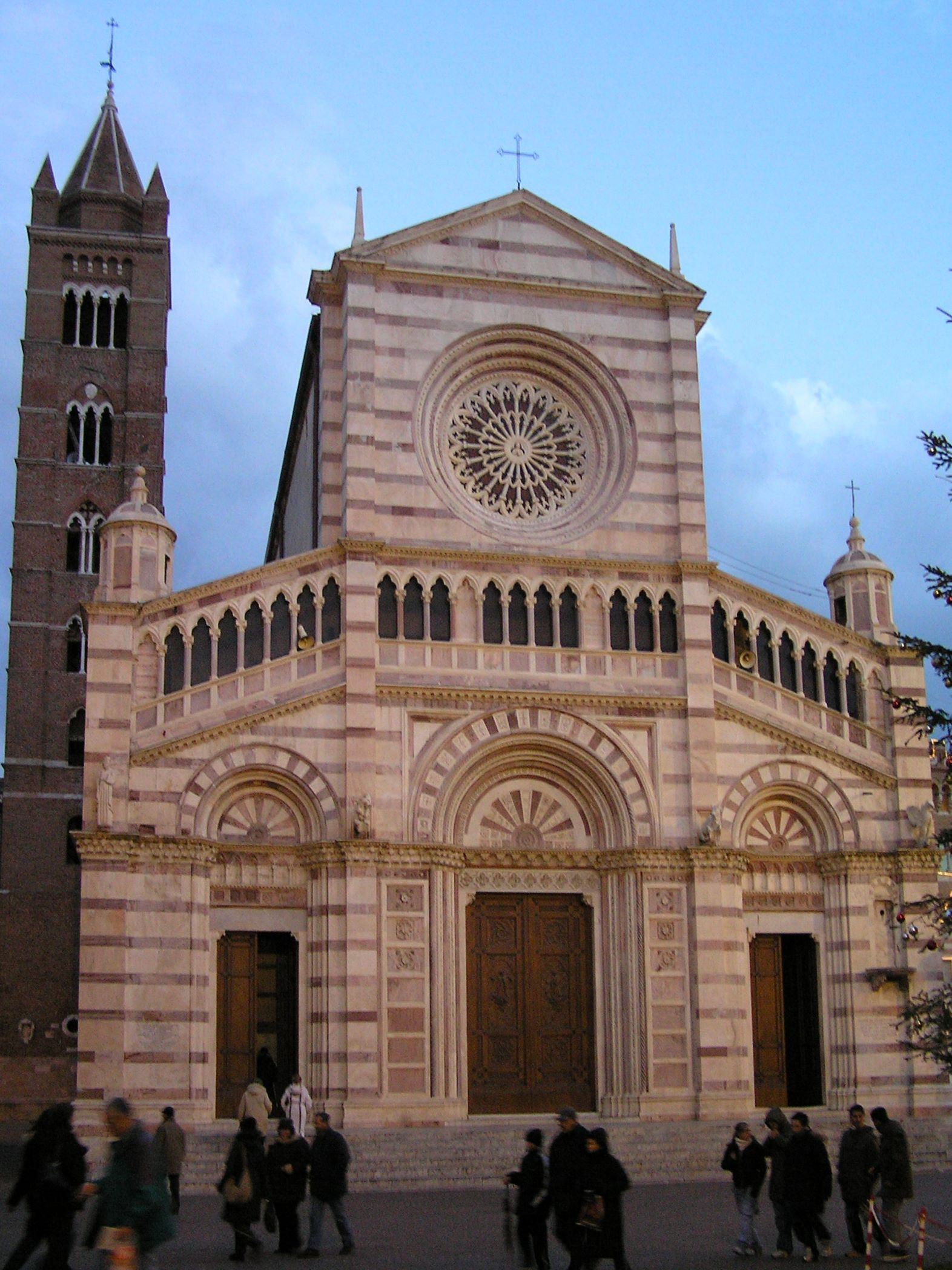
Собор в Гроссето
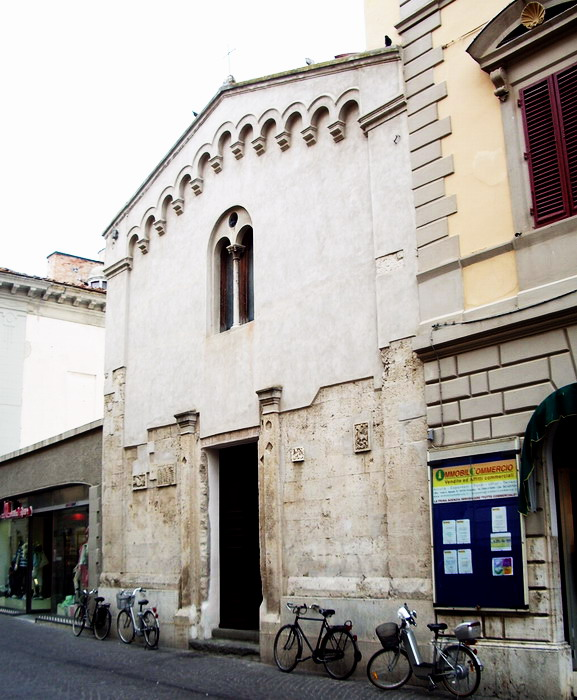
Церква Св.Петра
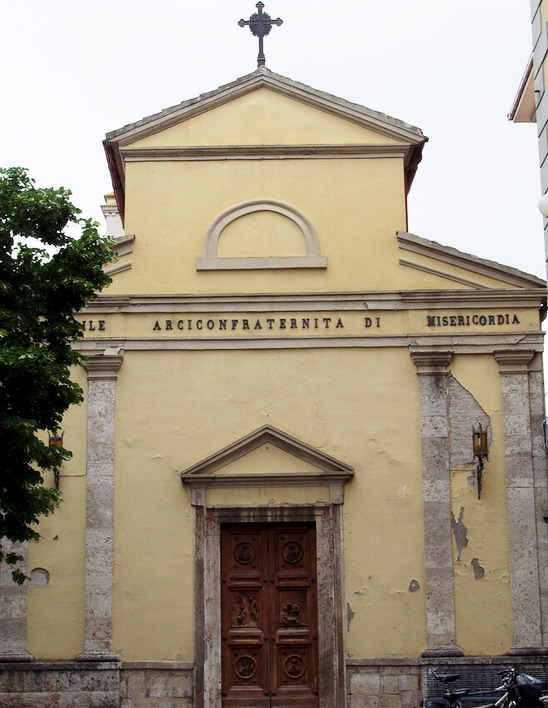
Церква Милосердя
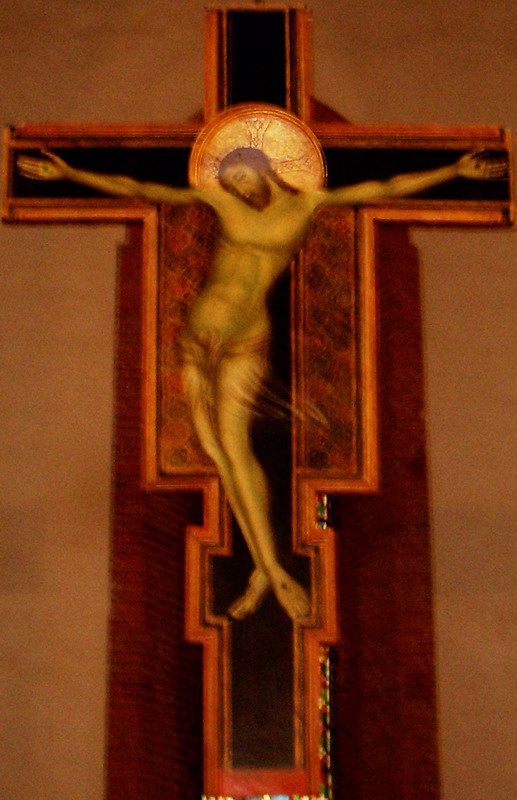
Ікона розп'яття Ісуса Христа в цервкі Св.Франциска